# Onobrychis michauxii
Onobrychis michauxii är en ärtväxtart som beskrevs av Dc. Onobrychis michauxii ingår i släktet esparsetter, och familjen ärtväxter. Inga underarter finns listade i Catalogue of Life.